# Rifugio Luigi Zacchi
Il rifugio Luigi Zacchi è un rifugio alpino, posto nel territorio del comune di Tarvisio (UD) sotto la parete ovest della Ponza Grande, nel bosco, inserito nell'anfiteatro formato dalle Ponze, dal Veunza e dal Mangart, che racchiudono l'area protetta del  Parco di Fusine.

## Storia
Nel 1919 sui resti di un vecchio capanno da caccia, fu eretta una struttura chiamata Capanna Piemonte. Questa venne travolta da una valanga nel 1932. La struttura attuale fu inaugurata il 17 luglio 1949 come rifugio del CAI di Tarvisio e successivamente nel 1952 intitolata al colonnello degli alpini Luigi Zacchi (morto nel 1950, reduce della campagna italiana di Russia).

## Caratteristiche ed informazioni
L'edificio, di proprietà dell'Agenzia Regionale Foreste FVG, è costruito in pietra e legno su due piani. Costituito da 3 stanze (2 da 6 posti letto ed una da 8 posti letto) per un totale di 20 posti letto. È aperto dal 15 giugno al 15 settembre ogni giorno.

## Accessi
Dalla statale che da Tarvisio porta a Fusine, superato il paese, si devia a destra verso i laghi di Fusine. Dal lago superiore si segue il segnavia n° 512 (ore 1.00).

## Ascensioni
- Via ferrata al Mangart (2.677m)
- Via ferrata "Via della Vita" alla Veunza (2.340 m)
- Via ferrata alla Cima Strugova (2.265 m, ore 3)
- Sentiero attrezzato alla Ponza Grande (2.274 m, ore 3)
- Al Valico della Porticina (1.844 m, ore 2.30)

## Traversate
- Ai laghi di Fusine per il Ricovero Capanna Ponza (sent n° 512, ore 1.45, T)
- Alta Via Alpi Tarvisiane